# Houstonia (geslacht)
Houstonia is een geslacht van vliesvleugeligen uit de familie Eurytomidae. De wetenschappelijke naam van dit geslacht is voor het eerst geldig gepubliceerd in 1988 door Boucek.

## Soorten
Het geslacht Houstonia is monotypisch en omvat slechts de volgende soort:
- Houstonia zani Boucek, 1988